# Lệ Hằng
Lệ Hằng tên đầy đủ là Bùi Thị Lệ Hằng (sinh năm 1975 tại Sơn Dương, Tuyên Quang) là một nữ diễn viên Việt Nam. Lệ Hằng được biết đến nhiều nhất và nổi tiếng cả nước vào năm 1997 với vai Hoài "thát chơ" trong bộ phim dài ba tập Xin hãy tin em của đạo diễn Đỗ Thanh Hải. Từ năm 2012, cô giải nghệ và tên tuổi của Lệ Hằng đã không còn xuất hiện trên các thông tin đại chúng. Năm 2023, cô bị bắt vì mua bán ma túy.

## Tiểu sử
- Sinh năm 1975 tại Mỏ Thiếc, huyện Sơn Dương, tỉnh Tuyên Quang, một vùng miền núi xa xôi, ít có điều kiện tiếp xúc với phim ảnh. Năm 18 tuổi, đỗ vào trường Sân khấu Điện ảnh Hà Nội và nổi tiếng với vai Hoài thát chơ khi vừa tốt nghiệp ra trường năm 1997.
- Trong những năm 1998 - 2004, Hằng tham gia một số phim khác nhưng không có vai nào vượt qua vai "Hoài thát chơ".
- Từ năm 2012, Lệ Hằng giải nghệ và rời khỏi đoàn Nhà hát Tuổi trẻ.[4]Tên tuổi của cô cũng chỉ được nhắc đi nhắc lại với vai diễn đầu đời trên các phương tiện thông tin đại chúng.

## Danh sách phim tham gia
| Năm  | Tên phim                          | Vai diễn    | Ghi chú                                                                       |
| ---- | --------------------------------- | ----------- | ----------------------------------------------------------------------------- |
| 1995 | Bản tình ca trong đêm             | Nụ          | Vai đầu tay được khán giả biết đến                                            |
| 1996 | Giữa anh là hai người đàn bà      |             |                                                                               |
| 1997 | Lựa chọn                          |             |                                                                               |
| 1997 | Những ngả đường tình yêu          |             |                                                                               |
| 1997 | Xin hãy tin em                    | Hoài        | Vai diễn để đời của cô và được nhắc đến nhiều nhất trên phương tiện đại chúng |
| 1998 | Kẻ cắp bất đắc dĩ                 |             | Phim điện ảnh của Bùi Thạc Chuyên                                             |
| 1999 | Cha tôi                           |             |                                                                               |
| 2001 | Bà nội bà ngoại                   | Na          |                                                                               |
| 2001 | Người giúp việc                   | Loan        |                                                                               |
| 2002 | Những ngọn nến trong đêm (phần 1) | Bảo         |                                                                               |
| 2002 | Gái một con                       | Nga         |                                                                               |
| 2002 | Cổ cồn trắng (phần 1)             | Thanh "sói" | Hình tượng Dung Hà (Series Cảnh sát hình sự)                                  |
| 2002 | Chớm nắng                         | Vợ Báu      |                                                                               |
| 2003 | Lão hà tiện vui tính              | Trinh       |                                                                               |
| 2003 | Lễ mừng thọ                       | Hạnh Dung   |                                                                               |
| 2003 | Người tử tế sa ngã                | Nhài        |                                                                               |
| 2004 | Tình yêu vẫn còn đó               | Thoa        |                                                                               |
| 2005 | Nhà chật                          | Trúc        |                                                                               |
| 2005 | Quỳnh                             | Hương       | phim ngắn                                                                     |
| 2005 | Hoa trong mắt bão                 | Mận         |                                                                               |
| 2005 | Chuyện phố phường                 | Ban         |                                                                               |
| 2005 | Phi đội chuồn chuồn               | Túy         | Series Cảnh sát hình sự                                                       |
| 2005 | Trò đùa của số phận               | Sim         |                                                                               |
| 2006 | Quỳnh                             | Hương       | Phim điện ảnh của Nguyễn Linh Nga                                             |
| 2008 | Những người độc thân vui vẻ       | My          | (khách mời - sitcom)                                                          |
| 2009 | Chàng rể họ Lê                    | Thùy        | Vai diễn cuối cùng trước khi bị bắt                                           |

## Đánh giá
- Lệ Hằng được mệnh danh là "Nữ quái của màn ảnh Việt".[7]Trong suốt sự nghiệp của mình, Lệ Hằng đã hóa thân vào nhiều dạng vai nhưng phần lớn là những vai có tính cách mạnh, cá tính, nếu không là "chị đại" thì là tội phạm nữ.[8]Vai Hoài "thát chơ" được đánh giá là vai diễn để đời của cô.[9]Biên kịch Thu Huệ phim Xin hãy tin em nhận xét "Hằng ngày ấy trong veo, hóa thân vào nhân vật khiến mình xem và khóc những cảnh cuối".[10]Đạo diễn Nguyễn Linh Nga thì cho rằng việc mời được Lệ Hằng đóng vai chính trong phim "Quỳnh" của cô về đề tài đồng tính nữ năm 2006 là một điều may mắn.[11]Bên cạnh những vai cá tính, cô cũng có một vai mỏng manh, trong sáng. Đó là vai Nụ trong tác phẩm điện ảnh "Bản tình ca trong đêm" của đạo diễn Nguyễn Hữu Phần năm 1995, lúc Hằng mới học năm thứ 2 trường Điện ảnh, như cô chia sẻ "lần đầu tiên và duy nhất được hóa thân thành một cô gái ngây thơ, trong trắng, dịu dàng"[12]Truyền thông trong nước đánh giá Lệ Hằng là ngôi sao màn ảnh nhỏ của một thời.[13][14]

## Đời sống cá nhân
- Lệ Hằng có chồng tên Minh, là người Quảng Ninh. Cô có với anh một con gái tên Diệu Anh.[15]Cô đã ly hôn chồng, sống tại phố Lê Duẩn, Đống Đa, Hà Nội nhiều năm sau khi giải nghệ và trước khi bị bắt.[16]Trước đó, cô bị nhà chức trách địa phương tình nghi là "chân rết" lâu năm của một đại lý ma túy trên địa bàn.[17][18]

## Vụ án hình sự
Cô bị bắt và khởi tố vào ngày 23/4/2023 vì buôn bán ma túy.Tuy nhiên, xét nghiệm cho thấy Lệ Hằng âm tính với ma túy; cô khai chỉ bán ma túy cho khách để kiếm sống.

### Dư luận xã hội
Sự việc nữ diễn viên nổi tiếng Lệ Hằng bị bắt khiến khán giả cũng như văn nghệ sĩ trong nước sốc, bất ngờ và tiếc nuối cho cô.Dù bị bắt vì vi phạm pháp luật, nhưng nhiều khán giả và đa số người trong nghề vẫn tôn trọng và đánh giá cao tài năng cũng như cống hiến của cô cho nghệ thuật. Biên kịch phim Xin hãy tin em, Nguyễn Thị Thu Huệ chia sẻ sự xót xa của cô cho đồng nghiệp, "thương và tiếc cho một tài năng".Trong khi đó đạo diễn Đỗ Đức Thành hợp tác cùng Lệ Hằng trong hai phim trước đó cũng đánh giá "Lệ Hằng là diễn viên rất cá tính, thông minh, khả năng diễn xuất tốt. Tôi nghĩ, Hằng có lối sống và diễn xuất khá bản năng." Anh cũng cho rằng cảnh Hằng trong vai một cô gái bị nhốt trong nhà kho, để cai nghiện ma túy trong phim "Kẻ cắp bất đắc dĩ". Đó là một cảnh phim ám ảnh với anh.Đạo diễn Đức Thịnh dù là thế hệ sau và chưa từng có cơ hội hợp tác với đàn chị nhưng khi sự việc xảy ra cũng đánh giá cao tài năng của Lệ Hằng và tiếc cho cô "Vai diễn của chị rất thành công, Hoài Thatcher là nhân vật hay nhất phim. Thời điểm đó, có lẽ chị là gương mặt tôi nhớ nhất. Xin hãy tin em. Tiếc cho chị. Một tài năng. Một hào quang của những kỷ niệm và thứ cám dỗ ấy đã lấy đi hết tất cả. Thật sự tiếc."Tờ VTC News đánh giá, khoảng thời gian hơn chục năm trời khi nữ diễn viên "mất tích" khỏi làng giải trí không đủ để làm lu mờ đi hình ảnh "nữ quái Hoài Thatcher" ngổ ngáo nhưng thẳng thắn, nghĩa hiệp trong mắt khán giả nhiều thế hệ. Người ta xót xa cho một ngôi sao, một kỷ niệm thanh xuân của họ.

### Góc nhìn khác
Theo luật sư Nguyễn Văn Đài, việc bắt giữ nữ diễn viên nổi tiếng Lệ Hằng và đưa tin về sai phạm của cô trong khi giấu nhẹm danh tính của người tham gia phạm tội có thể là một hình thức "cài bẫy" giúp nhà chức trách địa phương dễ dàng đạt chỉ tiêu trong công tác phòng chống ma túy. Tuy vậy, vị này cũng không bênh vực hay biện minh cho hành vi vi phạm pháp luật của bà Hằng.